# Никитин, Сергей Александрович (историк-славист)
Серге́й Алекса́ндрович Ники́тин (25 июня 1901, Москва — 8 декабря 1979, там же) — советский историк-славист, доктор исторических наук, профессор, заведующий кафедрой истории южных и западных славян исторического факультета МГУ (1947—1961), заместитель директора Института славяноведения АН СССР, специалист по истории русско-балканских отношений и истории южных славян.

## Биография
Родился в Москве. Дед, отец Василий, был приходским священником в селе Дмитровский погост Егорьевского уезда Рязанской губернии. Дядя, Дмитрий Васильевич Никитин, был домашним врачом Л. Н. Толстого. Отец, Александр Васильевич Никитин, магистр богословия, принял священнический сан, преподавал в Николаевском сиротском институте в Москве, был настоятелем церкви св. Екатерины при нём.
С. А. Никитин окончил 4-ю Московскую гимназию. В 1918—1922 годах учился в Московском университете, на историко-филологическом факультете (позже — факультет общественных наук), одновременно был курсантом Военно-педагогического института. После университета заведовал профсоюзными курсами, читал лекции в Московском совете профсоюзов. В 1924—1929 годах учился в аспирантуре в Институте истории РАНИОН.
В 1930 году арестован по делу академика С. Ф. Платонова и выслан в Свердловск. Работал в тресте «Восток-сталь» старшим экономистом. В 1932 году возвратился в Москву. Работал главным редактором в организации «Союзоргучет».
С 1935 года работал в Историко-археографическом институте. С 1937 года преподавал в МГИАИ и МИФЛИ.
В 1940 году защитил кандидатскую диссертацию «Источниковедение истории СССР XIX в. (до начала 90-х годов)». В 1947 году в Институте истории АН СССР защитил докторскую диссертацию «Русское общество и вопросы балканской политики России, 1833—1876 гг.».
Развернувшаяся в 1949 году кампания по борьбе с космополитизмом затронула С. А. Никитина по касательной: он сохранил должность, признав идеологические просчеты в руководстве кафедрой истории южных и западных славян истфака МГУ.
С 1941 года был доцентом исторического факультета МГУ, с 1942 — профессором кафедры истории южных и западных славян, в 1947—1961 годах — заведующий кафедрой. С 1946 года — старший научный сотрудник Института истории АН СССР. В 1947—1979 годах работал в Институте славяноведения заведующим сектором, заместителем директора, старшим научным сотрудником-консультантом.
С 1970 года — председатель Международной комиссии по славяноведению Международного комитета исторических наук.
Заслуженный деятель науки РСФСР, лауреат Премии Президиума АН СССР.

## Научная деятельность
Начало научной работы связано с изучением русской истории. Кандидатская диссертация по источниковедению российской истории XIX в. была издана как второй том курса источниковедения для вузов. Исследование рассматривает весь основной корпус источников — документы государственных и частных архивов, основные издания официальных документов, статистико-экономические материалы, статистику, описания путешествий, мемуары, дневники, частную переписку, журналистику, памятники общественно-политической мысли, записки и мемуары иностранцев.
В 1940-е годы начинается исследование русско-балканских отношений и истории зарубежного славянства. Была подготовлена к печати книга, в которой автор впервые в советской историографии рассмотрел развитие «славянской идеи» и в 1947 году защитил как докторскую диссертацию. Основанная на документах из 12 московских и ленинградских архивов, на материалах центральной и провинциальной прессы, книга не была издана по политическим соображениям: из опасений вызвать ассоциации с идеями панславистов о будущем главенстве России в славянском мире.
Монография «Славянские комитеты в России в 1858—1876 годах» (1960), характеризуя деятельность славянских комитетов в России, показывает, что славянофилы были деятелями умеренно либеральных взглядов, выступавшими за буржуазные реформы. По мнению С. А. Никитина, славянские комитеты были своего рода благотворительной организацией с политическими тенденциями, многочисленной и пестрой по составу, оказывавшей помощь южным и западным славянам. Средства комитетов поступали от благотворителей, могли быть субсидиями от государства и церковными пожертвованиями. Согласно Никитину, комитеты сыграли важную роль в формировании национальной интеллигенции в балканских странах, развитии образования, науки и культуры.
Издание «Очерки по истории южных славян и русско-балканских связей в 50-70-е годы XIX в.» (1970) представляет собой собрание статей, посвященных истории Болгарии и проблемам взаимоотношений России и Болгарии. Автор рассматривает экономическое развитие и революционную борьбу Болгарии в XIX в. (К вопросу об экономическом облике болгарского города времени освобождения от турецкого ига (на основе русской переписи 1879 г.; Революционная борьба в Болгарии в 1875—1876 гг. и Апрельское восстание), позиции русской дипломатии в отношении южных славян, реакцию русской периодической печати на балканские события в 60-70-е годы XIX в., культурные связи южных славян с Россией (Вук Караджич и Россия).
Сергей Александрович создал собственную школу историков-славистов. Учениками С. А. Никитина были Н. В. Зуева, Е. М. Шатохина, А. А. Улунян, В. Д. Конобеев, И. В. Козьменко, Л. В. Горина, К. А. Поглубко, занимавшиеся историей Болгарии и русско-болгарских связей. Им было основано новое направление в югославистике (ученики В. Г. Карасев, Н. И. Хитрова, К. Л. Струкова, В. М. Хевролина, Е. П. Наумов и В. П. Грачев).

## Основные работы
- Источниковедение истории СССР. XIX век. М.: Гос. соц.-экон. изд., 1940. Т. 2. 226 с.
- Русская политика на Балканах и начало Восточной войны // ВИ. 1946. № 4.
- Дипломатические отношения России с южными славянами в 60-х годах XIX в. // Славянский сборник. М., 1947.
- К вопросу о политическом движении сербов Воеводины в 1848 г. // УЗИС. 1949. Т. 1 [a].
- Революции 1848—1849 гг. М., 1952. Т. 1 (соавтор). История Болгарии. М., 1954. Т. 1 (соавтор, один из редакторов).
- Очерки истории исторической науки в СССР. М., 1955—1963. Т. 1-3 (соавтор).
- Общественно-политические и культурные связи народов СССР и Югославии М., 1957 (соавтор, отв. редактор).
- Борьба народов Балканского полуострова за независимость // Новая история. М., 1958. Т. 2.
- Славянские комитеты в России в 1858—1876 годах. М.: МГУ, 1960. 362 с.
- Нота А. М. Горчакова об отмене условий Парижского мира и русская общественность // Проблемы общественно-политической истории России и славянских стран. М., 1963.
- История Югославии. М., 1963. Т. 1 (соавтор, один из редакторов).
- Болгарский город в 1879 г. по данным русской переписи. М.: [б. и.], 1966. 29 с.
- Русское гражданское управление в Болгарии 1877—1879 гг. // Освобождението на България, 1878—1968. София, 1970.
- Очерки по истории южных славян и русско-балканских связей в 50-70-е годы XIX в. М.: Наука, 1970. 328 с.

### Публикации источников
- Освобождение Болгарии от турецкого ига: Документы. М., 1961—1967. Т. 1-3 (руководитель советской части редколлегии).
- Зарубежные славяне и Россия: Документы архива М. Ф. Раевского, 40-80-е гг. XIX в. М., 1963 (отв. редактор)[6][7][8][9].